# Gare du Burg
La gare du Burg est une gare ferroviaire française de la ligne de Nexon à Brive-la-Gaillarde située sur le territoire de la commune de Varetz, lieu-dit Le Burg, dans le département de la Corrèze en région Nouvelle-Aquitaine.
Elle est mise en service en 1875 par la Compagnie du chemin de fer de Paris à Orléans (PO).
C'est une halte voyageurs de la Société nationale des chemins de fer français (SNCF), du réseau TER Nouvelle-Aquitaine, desservie par des trains express régionaux.

## Situation ferroviaire
Établie à 112 mètres d'altitude, la gare du Burg est située au point kilométrique (PK) 491,021 de la ligne de Nexon à Brive-la-Gaillarde, entre les gares de Saint-Aulaire et de Varetz.

## Histoire
Le 29 janvier 1973, la décision est prise de ne pas mettre une station provisoire entre Objat et Varetz mais d'en établir une au Burg. En 1874, la Compagnie du chemin de fer de Paris à Orléans (PO) active les travaux de sa ligne de Nexon à Brive afin de tenir les délais. Le 2 mars le ministre statue sur les derniers détails des stations à établir entre Champsiaux et Brive, la station « Le Burg » figure dans cette liste.
La station du Burg est mise en service le 20 décembre 1875 par la Compagnie du PO, lorsqu'elle ouvre à l'exploitation sa ligne de Nexon à Brive.
Depuis 2018 et l’éboulement d’une partie de la voie entre Objat et Saint-Yrieix, les trains ne passent plus la gare d’Objat. Ils sont donc remplacés par des autocars sur ce tronçon. Les voyageurs souhaitent une réparation des voies pour un retour à la normale le plus rapidement possible.
En 2022, selon les estimations de la SNCF, la fréquentation annuelle de la gare était de 806 voyageurs.

## Service des  voyageurs

### Accueil
Halte SNCF, c'est un point d'arrêt non géré (PANG) à accès libre.

### Desserte
Varetz est une halte régionale SNCF du réseau TER Nouvelle-Aquitaine, desservie par des trains express régionaux de la relation Limoges-Bénédictins - Brive-la-Gaillarde.

### Intermodalité
Le stationnement est possible à proximité.
À proximité de la gare, la ligne R5 du Réseau Interurbain de la Corrèze avec son arrêt Le Burg.

## Patrimoine ferroviaire
L'ancien bâtiment voyageurs a été détruit.